# 長宗我部兼序
長宗我部 兼序（ちょうそかべ かねつぐ）は、室町時代後期・戦国時代前期の武将。土佐の国人領主。別名は元秀（もとひで）
長宗我部雄親の子で、長宗我部元親の祖父。管領細川政元の権勢のもと土佐国の有力者となるが、政元が暗殺されると失脚した。

## 生涯
土佐の国人領主・長宗我部雄親の子として誕生。
文明10年（1478年）、父・雄親の死をうけて家督を継ぎ、土佐守護の細川政元に仕えた（ただし、主君の政元は数か国の守護を兼ねる幕府随一の権力者でほとんど京・畿内にいたため、土佐に在地する兼序が直接常に会って仕えていたわけではない）。兼序の別名・元秀の「元」の字は政元から賜ったものと考えられる。
兼序は智勇兼備の武将で家臣団からの信望も厚く、その治世は当初はうまく機能していた。しかし香美郡の山田氏と抗争し続けたうえ、政元や一条氏の後ろ盾をいいことに次第に傲慢な態度が目立つようになり、土佐の豪族から反感を買うようになった。
永正4年（1507年）、政元が暗殺されるという畿内に混乱をもたらす政変が起こり（永正の錯乱）後ろ盾を失うと、兼序は家臣団からも見放され孤立してしまう。そして、これを好機と見た本山氏や山田氏、大平氏、吉良氏ら諸豪族が、翌永正5年（1508年）に同盟を結び、共同して長宗我部氏居城・岡豊城へと進軍。兼序は緒戦では勝利するものの、多勢に無勢で岡豊城に包囲され補給路を断たれたうえ、味方の中からも離反者が相次いだ。
通説では兼序は岡豊城で自害し、兼序の遺児千雄丸（後の長宗我部国親）は落ち延びて一条房家を頼ったとされる。近年では、兼序は自害せず脱出し亡命、永正8年（1511年）に本山氏や山田氏と和睦して岡豊城主に復帰し、永正15年（1518年）頃に息子・国親へ家督を譲ったとする説もある。